# Jóhan Davidsen
Jóhan Troest Davidsen (ur. 31 stycznia 1988 w Tórshavn na Wyspach Owczych) – farerski piłkarz, występujący na pozycji prawego obrońcy w klubie HB Tórshavn oraz w reprezentacji Wysp Owczych.

## Kariera klubowa
W sezonie 2004 jako szesnastolatek Jóhan Troest Davidsen występował w pierwszym, jak i drugim składzie farerskiego NSÍ Runavík. Zadebiutował w meczu Pucharu Wysp Owczych 20 marca 2004 roku przeciwko B36 Tórshavn, zakończonym rezultatem 1:2. Łącznie wystąpił w siedmiu spotkaniach pierwszego składu. Zawodnik po sezonie przeniósł się do angielskiego Everton, gdzie występował w składzie młodzieżowym. W 2006 roku klub podpisał z nim kontrakt seniorski, a następnie wypożyczył go do NSÍ Runavík, gdzie rozegrał sześć spotkań, a następnie został wypożyczony do Skála ÍF. Zadebiutował tam 6 czerwca w przegranym 0:2 meczu przeciwko ÍF Fuglafjørður, a następnie zagrał jeszcze w dwudziestu spotkaniach. Jedyną bramkę zdobył 8 sierpnia w meczu z VB/Sumba (4:0).
W sezonie 2007 został na stałe zawodnikiem NSÍ Runavík. W pierwszym sezonie zdobył z klubem mistrzostwo Wysp Owczych, wyprzedzając kolejny EB/Streymur o siedem punktów. Podczas gry w drużynie z Runavík Davidsen wystąpił w 111 spotkaniach zarówno ligowych, pucharowych, jak i w ramach rozgrywek europejskich. Strzelił także pięć bramek, pierwszą z nich 22 czerwca 2008 roku w wygranym 2:0 spotkaniu przeciwko B71 Sandoy. W rozgrywkach europejskich zadebiutował w meczu Ligi Mistrzów 2008/09 przeciwko Dinamo Tbilisi 16 lipca 2008.
W roku 2011 Davidsen przeniósł się do trzecioligowego duńskiego klubu Aarhus Fremad, w którym grał do lata 2012. Następnie przeniósł się do HB Tórshavn, w którym gra obecnie. Jego debiutem był przegrany 2:4 mecz przeciwko NSÍ Runavík, rozegrany 22 lipca 2012 roku w ramach szesnastej kolejki Effodeildin 2012. W nowym klubie zagrał dotychczas w 129 spotkaniach. Zdobył także siedem bramek, jedną z nich 4 lipca 2013 roku w spotkaniu Ligi Europy 2013/14 przeciwko ÍB Vestmannaeyjar, które zakończyło się remisem 1:1. Jednokrotnie zdobył z klubem mistrzostwo Wysp Owczych w roku 2013.

## Kariera reprezentacyjna
Davidsen zadebiutował w reprezentacji U-17 29 lipca 2003 roku w meczu przeciwko Szkocji, przegranym 0:2. Łącznie w roku 2003 i 2004 rozegrał trzynaście meczów i zdobył jednego gola w meczu ze Szwecją 6 sierpnia 2004 (1:2). Następnie grał w reprezentacji reprezentacji U-19, w której rozegrał sześć meczów. Po raz pierwszy wystąpił 5 października 2005 roku w meczu przeciwko Belgii (1:7). W reprezentacji U-21 zagrał pięć razy, a pierwsze spotkanie, przeciwko Chorwacji miało miejsce 2 czerwca 2007.
W seniorskiej kadrze Wysp Owczych Davidsen zagrał po raz pierwszy 17 października 2010 roku w przegranym 0:5 meczu eliminacji do Mistrzostw Europy 2008 przeciwko Ukrainie. Dotychczas zagrał w trzydziestu trzech spotkaniach reprezentacji i nie zdobył żadnej bramki.

## Sukcesy

### Klubowe
NSÍ Runarvík
- Mistrzostwo Wysp Owczych (1x): 2010

HB Tórshavn
- Mistrzostwo Wysp Owczych (1x): 2013

### Indywidualne
- Obrońca roku Effodeildin (2x): 2013, 2014